# Mistrzostwa Europy w Lekkoatletyce 1986 – sztafeta 4 × 400 m mężczyzn
Sztafeta 4 × 400 metrów mężczyzn była jedną z konkurencji rozgrywanych podczas XIV mistrzostw Europy w Stuttgarcie. Biegi eliminacyjne zostały rozegrane 30 sierpnia, a bieg finałowy 31 sierpnia 1986 roku. Zwycięzcą tej konkurencji została sztafeta Wielkiej Brytanii w składzie: Derek Redmond, Kriss Akabusi, Brian Whittle i Roger Black. W rywalizacji wzięło udział czterdziestu zawodników z dziewięciu reprezentacji.

## Rekordy
| Rekord świata     | Stany Zjednoczone · (Vincent Matthews, Ron Freeman, Larry James, Lee Evans) | 2:56,16 | Meksyk, Meksyk                 | 20.10.1968 |
| Rekord Europy     | Wielka Brytania · (Kriss Akabusi, Garry Cook, Todd Bennett, Phil Brown)     | 2:59,13 | Los Angeles, Stany Zjednoczone | 11.08.1984 |
| Rekord mistrzostw | RFN · (Erwin Skamrahl, Harald Schmid, Thomas Giessing, Hartmut Weber)       | 3:00,51 | Ateny, Grecja                  | 11.09.1982 |

### Eliminacje
Rozegrano dwa biegi eliminacyjne. Do finału awansowały po trzy najlepsze zespoły (Q) oraz dwa spośród pozostałych z najlepszym czasem (q).
Bieg 1
| Miejsce | Reprezentacja   | Zawodnicy                                                        | Czas    | Uwagi |
| ------- | --------------- | ---------------------------------------------------------------- | ------- | ----- |
| 1       | RFN             | Klaus Just, Edgar Itt, Jörg Vaihinger, Harald Schmid             | 3:03,79 | Q     |
| 2       | Włochy          | Giovanni Bongiorni, Mauro Zuliani, Vito Petrella, Roberto Ribaud | 3:03,96 | Q     |
| 3       | Wielka Brytania | Kriss Akabusi, Brian Whittle, Phil Brown, Roger Black            | 3:04,17 | Q     |
| 4       | Hiszpania       | Juan José Prado, Antonio Sánchez, José Alonso, Ángel Heras       | 3:04,44 | q     |
| 5       | Węgry           | Gusztáv Menczer, László Kiss, István Takács, István Szabó        | 3:09,50 |       |

Bieg 2
| Miejsce | Reprezentacja | Zawodnicy                                                                | Czas    | Uwagi |
| ------- | ------------- | ------------------------------------------------------------------------ | ------- | ----- |
| 1       | ZSRR          | Władimir Wołodko, Władimir Prosin, Arkadij Korniłow, Aleksandr Kuroczkin | 3:04,60 | Q     |
| 2       | NRD           | Frank Möller, Carlo Niestadt, Thomas Schönlebe, Mathias Schersing        | 3:05,53 | Q     |
| 3       | Jugosławia    | Slobodan Branković, Slobodan Popović, Predrag Melnjak, Željko Knapić     | 3:05,92 | Q     |
| 4       | Francja       | Yann Quentrec, Pascal Barré, Jean-Jacques Boussemart, Aldo Canti         | 3:06,40 | q     |

### Finał
| Miejsce | Reprezentacja   | Zawodnicy                                                               | Czas    | Uwagi |
| ------- | --------------- | ----------------------------------------------------------------------- | ------- | ----- |
| 1       | Wielka Brytania | Derek Redmond, Kriss Akabusi, Brian Whittle, Roger Black                | 2:59,84 | CR    |
| 2       | RFN             | Klaus Just, Edgar Itt, Harald Schmid, Ralf Lübke                        | 3:00,17 | NR    |
| 3       | ZSRR            | Władimir Prosin, Władimir Kryłow, Arkadij Korniłow, Aleksandr Kuroczkin | 3:00,47 |       |
| 4       | Włochy          | Giovanni Bongiorni, Mauro Zuliani, Vito Petrella, Roberto Ribaud        | 3:01,37 | NR    |
| 5       | Hiszpania       | Juan José Prado, Antonio Sánchez, José Alonso, Ángel Heras              | 3:04,12 |       |
| 6       | NRD             | Frank Möller, Carlo Niestadt, Thomas Schönlebe, Mathias Schersing       | 3:04,78 |       |
| 7       | Jugosławia      | Slobodan Branković, Slobodan Popović, Predrag Melnjak, Željko Knapić    | 3:05,27 |       |
| 8       | Francja         | Yann Quentrec, Philippe Gonigam, Jean-Jacques Boussemart, Aldo Canti    | 3:10,17 |       |